# Micaela Eleutheriade
Micaela Eleutheriade (n. 17 iunie 1900, București, România – d. 11 decembrie 1982, București, România) a fost una dintre marile pictorițe române și descendentă directă, prin mamă, din familia pictorului Gheorghe Tattarescu.

## Biografie
Micaela Eleutheriade a urmat școala primară și gimnaziul în București. În perioada 1918-1924 și-a continuat studiile la Școala Națională de Arte Frumoase din București, unde i-a avut ca profesori pe Cecilia Cuțescu-Storck, Dimitrie Mirea și Ipolit Strâmbu.
S-a perfecționat în domeniul artelor urmând cursuri la Academia Ranson din Paris, între anii 1924-1927, sub îndrumarea pictorului francez Roger Bissière.
A debutat artistic în 1926, la „Salon des Independants” din Paris și la „Salonul de primăvară” din București. A obținut în 1931 Premiul Salonului Oficial din București. Au urmat expoziții personale, precum cea de la Sala Dalles din 1936, și de grup, printre care cele organizate la Galeria Căminul Artei în 1942. În 1959 a organizat o expoziție retrospectivă la Pavilioanele de Expoziție din Parcul Herăstrău, iar în 1965 a participat la expoziția anuală de grafică din sala Simu din București.
Micaela Eleutheriade a făcut parte, între anii 1932-1936, din grupările Grupul Nostru și Femeile Pictore. În 1933 a fost membră a Grupului Plastic Criterion.
A expus împreună cu Margareta Sterian, Lucia Dem. Bălăcescu, Milița Petrașcu. Și-a donat majoritatea lucrărilor Muzeului Național de Artă al României.

## Antologie de texte critice
- Dan Grigorescu - De o mereu tânără expansivitate și exuberanța, chibzuind, în același timp, asupra dreptei măsuri, a echilibrului desăvârșit, Micaela Eleutheriade se înscrie pe deplin artei românesti. O tradiție pe care și-o însușește cu naturalețe, prin temperament, prin apartenența la un spirit ce s-a ivit pe aceste pămînturi și s-a rostit întotdeauna prin opere ce sintetizează nazuința spre marea frumusețe, întotdeauna simplă și limpede".